# Wincenty Zając

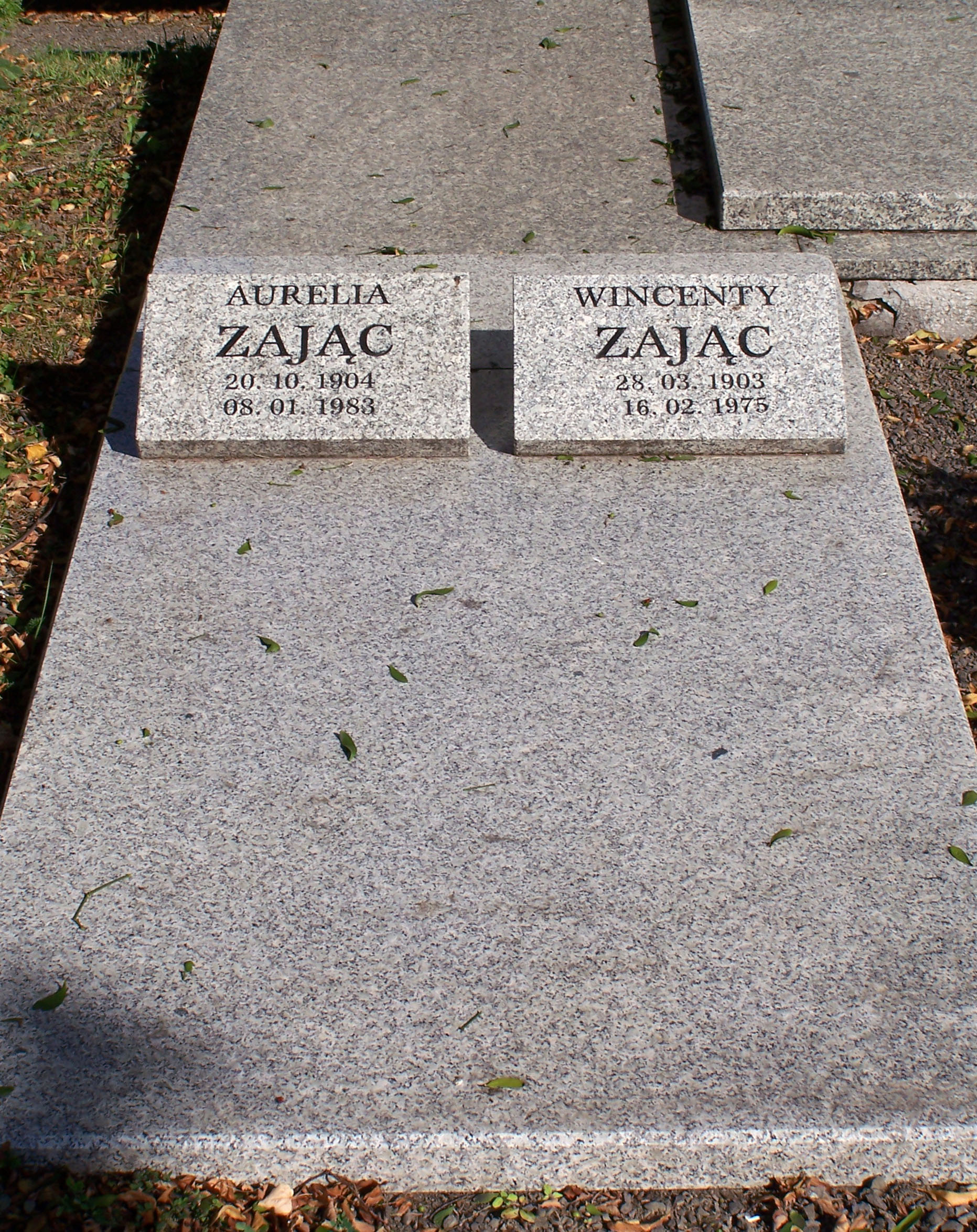
Grób Wincentego Zająca na Cmentarzu Komunalnym w Cieszynie

Wincenty Zając (ur. 28 marca 1903 w Kostkowicach, zm. 16 lutego 1975) – polski nauczyciel, działacz społeczny i polityczny, bibliofil.

## Życiorys
Ukończył Seminarium Nauczycielskie w Cieszynie w 1923, Wyższy Kurs Nauczycielski w Krakowie i Instytut Pedagogiczny w Katowicach. Pracował jako nauczyciel w Goleszowie, Bażanowicach, Cieszynie, Nierodzimiu, Bystrzycy, Niedobczycach i Zamarskach. Był współzałożycielem, a w latach 1925-1930 prezesem sekcji narciarskiej klubu „Watra”. Działacz PTT, ZHP, Macierzy Szkolnej i Polskiego Towarzystwa Pedagogicznego.
Brał udział w kampanii wrześniowej. Dostał się do niewoli i resztę wojny spędził w więzieniu w Stalagu II A w Neubrandenburgu. Po zakończeniu wojny pracował jako nauczyciel w Zamarskach, a później w Zasadniczej Szkole Zawodowej w Cieszynie.
Był członkiem PZPR, należał do Egzekutywy Komitetu Powiatowego PZPR w Cieszynie. W latach 1950–1953 i 1962–1963 był Przewodniczącym Miejskiej Rady Narodowej.
Wincenty Zając był bibliofilem; jego księgozbiór liczył kilka tysięcy tomów, które częściowo za jego życia, a w pozostałej części po jego śmierci zasiliły bibliotekę Muzeum Śląska Cieszyńskiego.
Został pochowany na Cmentarzu Komunalnym w Cieszynie